# Borchmolen (Sint-Oedenrode)
De Borchmolen was een watermolen op de Dommel te Sint-Oedenrode. Ze diende oorspronkelijk als korenmolen. Ze lag niet ver van de Hambrug.

## Geschiedenis
De watermolen is vernoemd naar de burcht, waar de graven van Rode zich konden terugtrekken. Dit waren de oorspronkelijke eigenaren van de molen. Het betrof een door water omringde donjon. Er bestaan nauwelijks documenten omtrent deze tijd. De eerste vermelding van de molen stamt uit 1320, hoewel ze waarschijnlijk al vóór 1200 heeft bestaan.
Uiteindelijk kwam de molen in bezit van de Hertogen van Brabant. Uit een document van 1421 bleek dat de molen al was verkocht aan een particulier, en wel Marcellis de Luwe. Verdere documenten betreffen een huurovereenkomst uit 1433, en een eigendomsovereenkomst uit 1563, toen de familie Thijbos deze molen in bezit kreeg. Deze familie was gedurende twee eeuwen eigenaar, maar de molen werd uiteindelijk verkocht aan Johan Carel de Jeger, die Heer van Eckart was. Deze verzocht in 1769 om ontheffing van belasting voor de molen.

## Verval en sloop

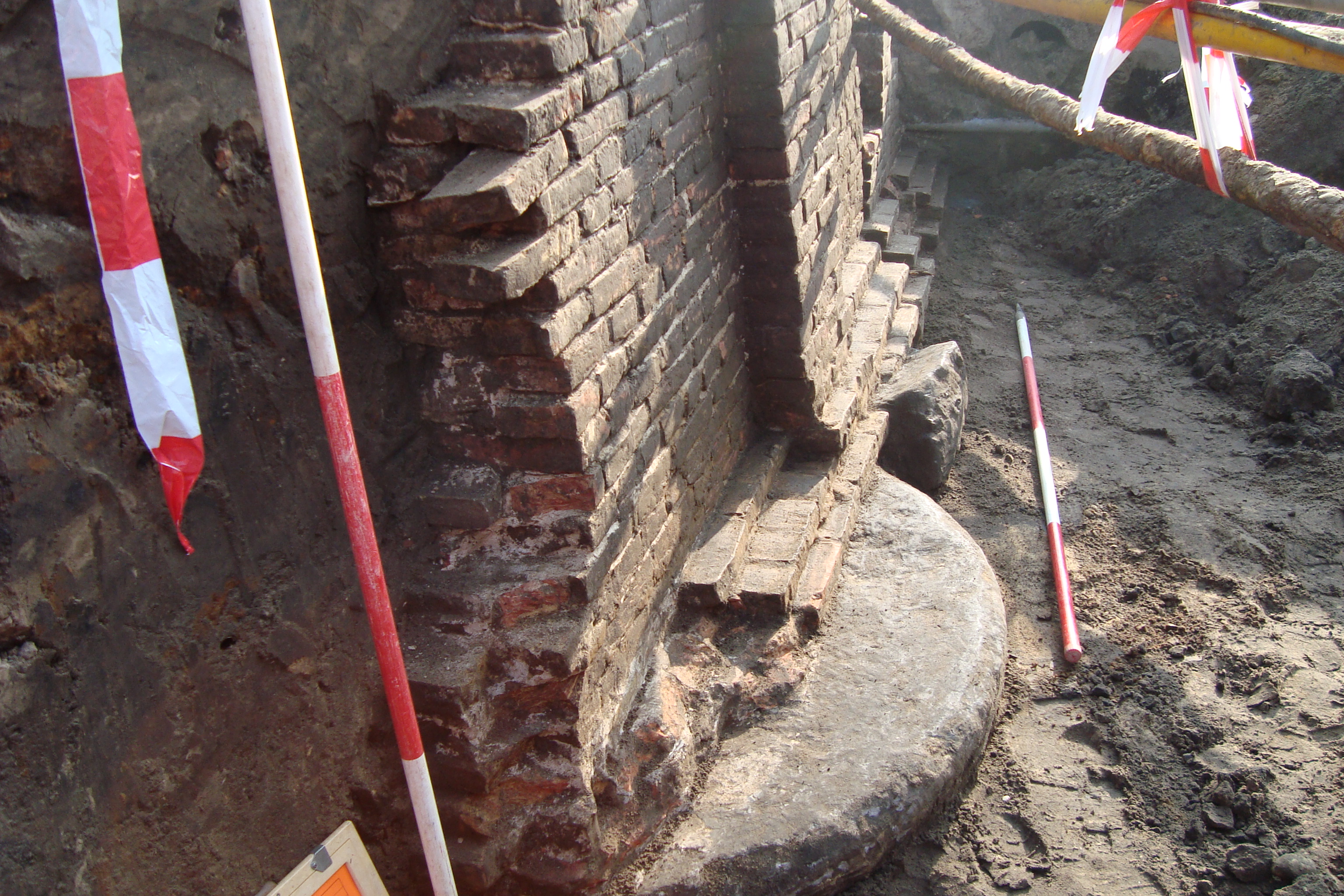
Restanten van de Borchmolen bij de aanleg van de riolering in de Borchmolendijk

In 1793 werd de, inmiddels bouwvallige, molen verkocht aan Nicolaas Kock, die hem herstelde en er een volmolen bij bouwde. Deze industriemolen wisselde daarna nog een aantal malen van eigenaar, om uiteindelijk in verval te geraken en in 1925 in de Dommel te storten. De korenmolen bleef functioneren tot 1938 en fungeerde enige tijd ook als waterinlaat voor de stoomtram.
Niet lang na 1945 werden de resten van de Borchmolen gesloopt. Overgebleven zijn een molenvijver de Molenwiel, enkele molenstenen op de hoek van de Philipusstraat, een embleem in de straat, en benamingen zoals Borchmolendijk en Residentie de Molenveste.

## Archeologie
De Borchmolen lag aan een meander van de Dommel die in de jaren 60 van de 20e eeuw werd afgesneden. In deze verlandende waterloop zijn tijdens baggerwerkzaamheden die in 2007 werden uitgevoerd houten onderdelen van een 14e-eeuwse sluis ontdekt waarmee water kon worden ingelaten in de Molenstroom om het rad aan te drijven. De vondst van dergelijke constructies is zeldzaam, aangezien de onderdelen meestal snel vergaan.

## Nabijgelegen watermolens
Stroomopwaarts op de Dommel vond men de Wolfswinkelse Watermolen en stroomafwaarts vond men de Kasterense Watermolen.